# George Edmund Haynes
Pour les articles homonymes, voir Haynes.
George Edmund Haynes (11 mai 1880 - 8 janvier 1960) est un chercheur en sociologie et un fonctionnaire fédéral, cofondateur et premier directeur exécutif de la National Urban League, en poste de 1911 à 1918,,. Diplômé de l'université Fisk, il a obtenu une maîtrise à l'université Yale et est le premier Afro-Américain à obtenir un doctorat de l'université Columbia, où il obtient un diplôme en sociologie.

## Biographie
Né à Pine Bluff, en Arkansas aux États-Unis, il déménage avec sa mère et sa sœur, à New York lors de la grande migration afro-américaine où il vit et travaille, à partir de là, pendant la plus grande partie de sa vie. Sous l'administration Woodrow Wilson, il est nommé, en 1918, directeur de la nouvelle division de l'économie noire du ministère du Travail, dans le cadre d'un effort de l'administration démocrate pour obtenir le soutien des Noirs à l'effort de guerre. Ils avaient été privés de leurs droits (en) par les gouvernements des États du Sud, dominés par les démocrates, au tournant du XXe siècle, si bien que des millions d'entre eux étaient sans représentation politique.
George Edmund Haynes est l'un des premiers analystes à écrire sur l'économie du travail dissimulé. Il fonde ensuite le département des sciences sociales de l'université de Fisk. Il y a été professeur pendant une grande partie de sa carrière. À la National Urban League, il est également cofondateur et mécène d'Opportunity: A Journal of Negro Life, une revue universitaire qui a également publié de la littérature et des arts afro-américains pendant plus de deux décennies.
Lors de l'Été rouge, il prépare et soumet au Congrès, en 1919, un rapport en cinq parties, Why Congress Should Investigate Race Riots and Lynchings, en français : Pourquoi le Congrès devrait enquêter sur les émeutes et les lynchages.